# En concert vol.2
Albums de Hubert-Félix Thiéfaine
En concert
(1983) Routes 88
(1988)
En concert vol.2 est le deuxième album en public d'Hubert-Félix Thiéfaine. Il a été enregistré du 23 au 26 octobre 1985, au Zénith.

## Pistes
1. Soleil cherche futur
2. Psychanalyse du singe
3. Whiskeuses images again
4. Nyctalopus airline
5. Le Chant du fou
6. Un vendredi 13 à 5h
7. Taxiphonant d'un pack de kro
8. Autoroutes jeudi d'automne
9. Femme de Loth
10. Court-métrage

## Crédits
- Chant, guitares : Hubert-Félix Thiéfaine
- Guitares, chœurs, direction d'orchestre, arrangements : Claude Mairet
- Guitare : Michel « Jason » Richard
- Basse, chœurs : Michel Galliot
- Batterie : Alain Gouillard
- Claviers, chœurs : François « Logan » Duche
- Chœurs : Anne Vassiliu, Anita Bonan